# 多丽丝·杜兰蒂
多丽丝·杜兰蒂（Doris Duranti，1917年4月25日—1995年3月10日）是一位意大利电影演员。1935-1975年间，她曾出演43部电影。她曾和法西斯主义政治人物亚历山德罗·帕沃利尼有过多年婚外情。